# Gharm-Čašma
Gharm-Čašma je vroč izvir v gorah pogorja Iškošim v tadžikistanski avtonomni regiji Gorno-Badahšan. Izvir je 40 kilometrov od glavnega mesta province Khorog, na nadmorski višini 2325 metrov, v srednjem toku reke Garm-čašma (pritok reke Pandž). na podlagi izvirov deluje sanatorij.
Te vire sta leta 1928 prvič raziskovala ruski mineralog A. N. Labuncov in njegov pomočnik N. I. Berezkin.
Temperature dosežejo tudi 50–75 °C, voda brbota in bruha v mikrogejzirjih do višine 1 metra. Voda je tudi motna in vsebuje kalcijeve kroglice iz apnenčastih tal.
Mineralne vode prihajajo na površje iz velikih globin iz starih kristalinskih in metamorfnih kamnin v obliki bruhajočih curkov. Iztoki so vzdolž grebena travertinskega griča, ki je nastal med obstojem izvirov, visok 7–8 metrov in dolg do 1500 metrov. Hrib se s policami spušča do reke. Na najdišču je pet slojev travertina, ki so verjetno različno stari. Voda izvirov Garm-Čašma spada med vodikov sulfid-ogljikov dioksid, kloridno-hidrokarbonatne, natrijevo-kremenčeve termalne vode. Vsebnost vodikovega sulfida v vodi je 170 mg/l. Povprečna temperatura vode je 59 °C. Skupna mineralizacija doseže 3,0–3,3 g/l.
Zaradi visoke mineralizacije vode so na izlivih nastale sintrane akumulacije kalcijevega karbonata, veliki lepi kapniki in termalni jezerci.